# قاسم أباد (سيد جمال الدين)
قاسم أباد (بالفارسية: قاسم‌آباد) هي قرية تقع في إيران في قسم سید جمال الدین الريفي. يقدر عدد سكانها بـ 17 نسمة .